# Сетинджано
Сетинджа̀но (на италиански: Settingiano) е малко градче и община в Южна Италия, провинция Катандзаро, регион Калабрия. Разположено е на 170 m надморска височина. Населението на общината е 2902 души (към 2012 г.).